# Hemipeplus alluaudi
Hemipeplus alluaudi is een keversoort uit de familie Mycteridae. De wetenschappelijke naam van de soort is voor het eerst geldig gepubliceerd in 1923 door Grouvelle.